# 马来西亚高科技工业政府集团
马来西亚高科技工业政府集团（英語：Malaysian Industry-Government Group for High Technology），又称MIGHT，是隶属于马来西亚首相署的非牟利科技智库。成立于1993年2月22日，是一个以市场为导向的技术合作智库。其任务是帮助推动马来西亚高科技能力的进步。

## 背景
马来西亚重视科学技术。政府长期以来采取积极措施，利用科学技术促进和发展科技商业机会。1984年，在时任首相马哈迪·莫哈末的领导下，首相署设立了科学顾问职位，以创建一个有利的生态系统，使科学技术及其应用能够蓬勃发展。